# هيلج بيدرسن
هيلج بيدرسن (بالإنجليزية: Helge Pedersen)‏ هو صانع أفلام وثائقية أمريكي، ولد في 1955.